# Bohème
Bohème (Aussprache: [boˈɛːm]) ist ein historischer und literarischer Topos des 19. Jahrhunderts, der das Milieu großstädtischer junger Künstler und Intellektueller – insbesondere solcher des Pariser Quartier Latin – in einen Kontext von Armut, Hunger, Wertschätzung der Freundschaft, Idealisierung der Kunst und Geringschätzung des Geldes stellt.
Von diesem Topos ausgehend, werden als „Bohème“ im übertragenen Sinne oft auch die verschiedensten realweltlichen Subkulturen bezeichnet, insbesondere (aber nicht ausschließlich), wenn sie Züge eines Prekariats aufweisen.
Eine weibliche Angehörige der Bohème ist die Bohemienne, ein männlicher Angehöriger ist der Bohemien.

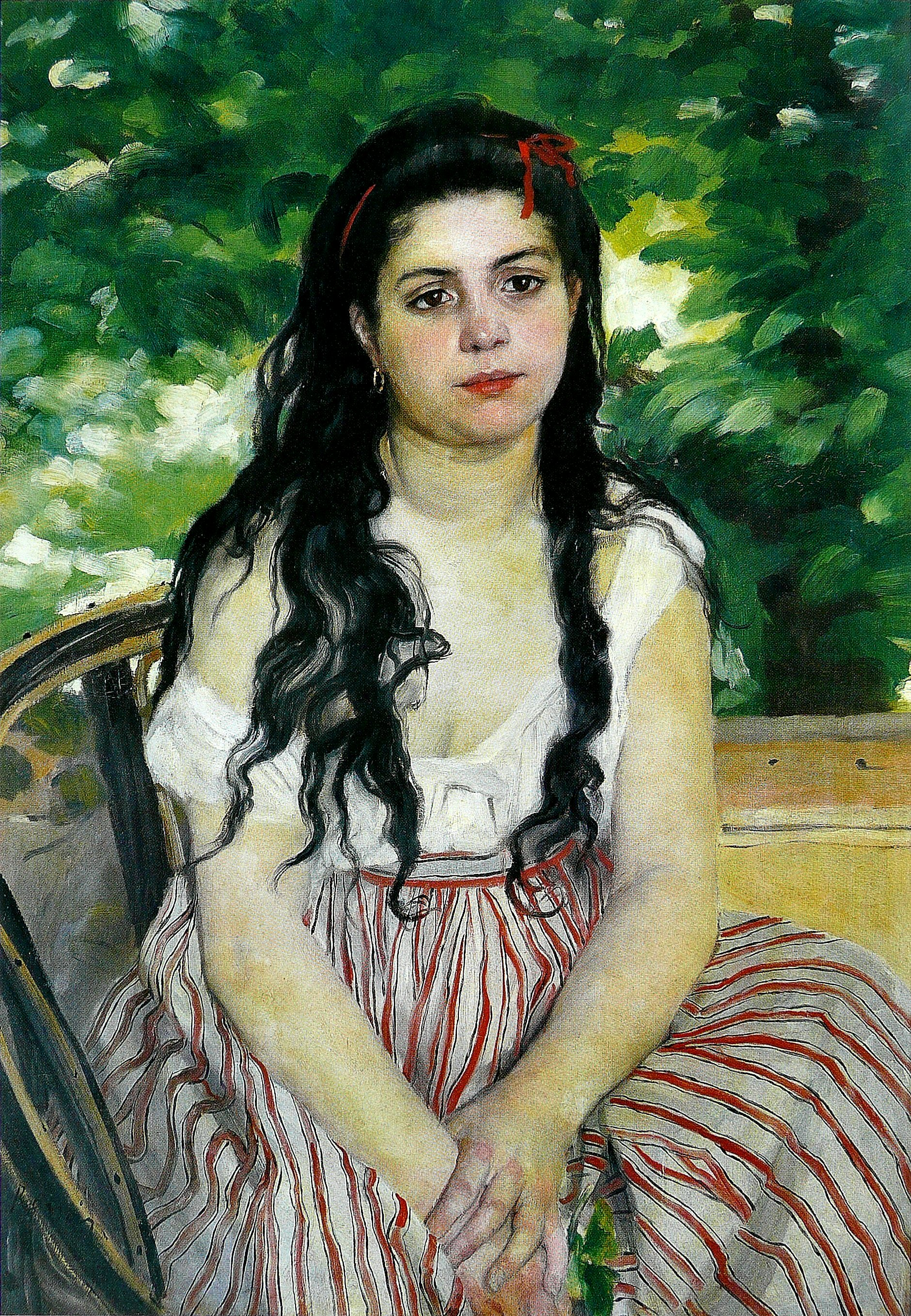
Darstellung der Bohème: Pierre-Auguste Renoir, Im Sommer (oder La bohémienne), 1868, Ölgemälde, Alte Nationalgalerie (Berlin)

## Begriffsgeschichte

### Im Französischen
Vom französischen Wort Bohême („Böhmen“), das auf lat. Boihemum („Land der Boier“) zurückgeht, leitet sich das Wort Bohème ab, das im Französischen seit der Mitte des 17. Jahrhunderts die Lebensweise von Personen sowie diese Personengruppe selbst bezeichnet, die durch Vagabundieren und scheinbares In-den-Tag-hinein-Leben gekennzeichnet ist. Bezogen wurde die Metapher auf die Pariser Studenten, die ja in der Tradition der hochmittelalterlichen Goliards standen, dichtenden Wanderstudenten. Daneben verweist das Wort Bohème auch direkt auf das in Frankreich vielfach als Kulturland wahrgenommene Böhmen, das etwa der französische Schriftsteller Adolphe Caillé (1812–1887) 1836 einmal als „das phantastische Vaterland der Künstler und Epikureer“ bezeichnet hat.
Das bis heute geläufige Stereotyp des Bohémien – als einem Not leidenden, aber idealistischen und das Materielle verachtenden jungen Künstler oder Intellektuellen – lässt sich in den populären Pariser Zeitschriften seit der Mitte der 1840er Jahre nachweisen. Zu den frühesten literarischen Werken, in denen „Bohème“ in Erscheinung tritt, zählt Balzacs Novelle Un prince de la bohème (1840). In Fortsetzungen veröffentlichte Henri Murger von 1845 bis 1849 in der Zeitschrift Le Corsaire-Satan einen Episodenroman Scènes de la vie de bohème, der zunächst ähnlich erfolglos war wie Balzacs Werk; erst eine von Théodore Barrière und Murger durchgeführte Bühnenadaption (La Vie de bohême, 1849) erlangte weite Aufmerksamkeit. Weltruhm erlangte der Stoff 1896 durch Giacomo Puccinis Opernadaption (La Bohème). Namhafte reale Persönlichkeiten, die mit ihrer Lebensweise oder vielmehr mit der kulturellen Rezeption derselben das Stereotyp mitgeprägt haben, sind Paul Verlaine (1844–1896) und Arthur Rimbaud (1854–1891).

### In anderen Sprachen
In England wird bohemians erstmals 1848 bei Thackeray verbreitet.
Karl Marx fasste la bohème als französischen Begriff für das Lumpenproletariat auf. Die Bedeutung als abwertende Bezeichnung für „fahrendes Volk“ behielt der Begriff bis Mitte des 20. Jahrhunderts.
Als Bezeichnung für unbürgerliche Künstler- und Autorengruppen ist das Lehnwort Bohème (auch Boheme oder Bohême) im Deutschen seit den 1860er Jahren belegt, setzte sich in den folgenden Jahrzehnten mehr und mehr durch und wurde schließlich auch rückwirkend auf Autoren vor dieser Zeit angewandt (Heinrich Heine, E. T. A. Hoffmann, Max Stirner, Christian Dietrich Grabbe).
Das Deutsche kennt seit den 1830er Jahren analoge Bildungen wie „Dichtervagabund“, „Literatur- und Kunstzigeunertum“.
Ein Beleg für die allmähliche Durchsetzung des Begriffs ist die deutsche Übersetzung von Henri Murgers Scènes de la Vie de Bohème, das in der ersten Auflage 1851 unter dem Titel Pariser Zigeunerleben erschien. 1864/65 wurde dann die erste Übersetzung verlegt, die Bohème im Titel trug. Auch wenn einzelne Editionen noch bis ins 20. Jahrhundert den ersten Titel verwendeten, spricht die Tatsache, dass diese seit längerem nur noch antiquarisch erhältlich sind, für den Erfolg der Verwendung des Fremdworts. Murgers Roman trug entscheidend zur Verbreitung des Wortes bei, ebenso wie die Adaptationen der Scènes durch Puccini (1896) und Leoncavallo (1897).

## Digitale Bohème

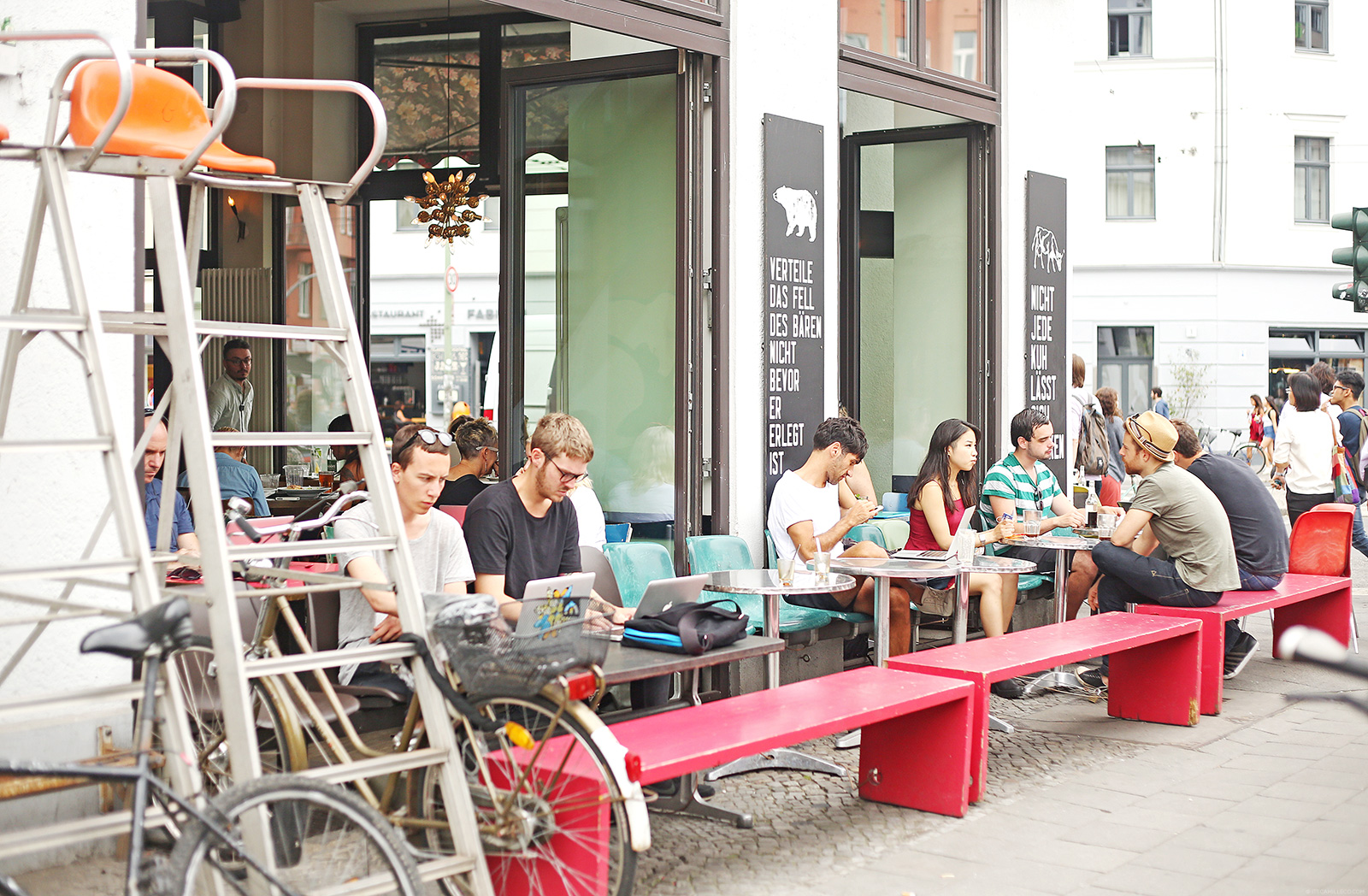
Gäste des Cafés St. Oberholz in Berlin-Mitte mit Laptops (2015)

Der Begriff „Digital Bohemian“ ist erstmals 1995 belegt und wurde geprägt von Elisa Rose und Gary Danner, die als das Künstlerduo „Station Rose“ ein öffentliches Multimedialabor gegründet und sich als Vorreiter der „Netzkunst“ bzw. „digitalen Kunst“ einen Namen gemacht haben.
Der Begriff wurde von Sascha Lobo und Holm Friebe in Titel und Inhalt ihres 2006 erschienenen Buches Wir nennen es Arbeit: Die digitale Boheme oder: Intelligentes Leben jenseits der Festanstellung aufgegriffen. Der Begriff „Digitale Bohème“ bezeichnet eine Berliner Gruppe von freischaffenden Medienberuflern mit Holm Friebe, Sascha Lobo, Kathrin Passig und anderen mit künstlerisch-kreativen Ambitionen, die neue Kommunikationswege nutzen, um ihre individuellen Handlungsspielräume zu erweitern. Das Manifest Wir nennen es Arbeit richtet sich vor allem gegen die Praxis der Festanstellung an sich, mit der Begründung, dass sie die persönliche Freiheit beschneide. Etliche Aspekte des Bürgerstereotyps werden hier auf den Angestellten angewandt.
Die vorwiegend künstlerisch-kreative Arbeit der Digitalen Bohème umfasst: das Verfassen von Texten, das Erstellen von Konzepten, grafische Gestaltung, Design und Programmierung. Das klassische künstlerische Spektrum der Bohème wurde um die sekundären Kulturberufe erweitert.
Diese „neue Form von freiem Unternehmertum“ geriet jedoch in den Medien von unterschiedlichen Seiten in die Kritik.
- Zeitschrift konkret: „Unfreiwillig arbeiten die Autoren (…) jedoch den neoliberalen Gesellschaftsentwürfen derer in die Hände, von denen sie sich ursprünglich befreien wollten. Denn die Auftraggeber aus Verlagen und Unternehmen freuen sich am meisten über Mitarbeiter, die rund um die Uhr zur Selbstausbeutung bereitstehen. (…) Lobo und Friebe bleiben den Beweis schuldig, dass es nicht nur einer Elite, sondern einer großen Zahl von Menschen quer durch alle Branchen gelingen kann, in der digitalen Bohème ihr Auskommen zu finden.“[8]
- Zeitschrift art: „Ihre These, dass die ‚digitale Boheme‘ mit ihren neuen Formen der Arbeitsorganisation eine Alternative zur Krise der Angestelltenkultur bietet, muss den Test der Zeit erst noch bestehen. Auch wenn Friebe und Lobo ‚kein Berlin-Buch‘ geschrieben haben wollen: ob es ihnen woanders gelungen wäre, darf bezweifelt werden.“[9]

## Medien, in denen „Bohème“ vorkommt
Literatur
- Honoré de Balzac: Un prince de la bohème (1840)
- Henri Murger: Les scènes de la vie de bohème (1847–49), unter dem Titel La Vie de la bohème (1849) von Théodore Barrière und Murger für die Bühne adaptiert
- Arthur Rimbaud: Ma Bohème – Mein Zigeunerleben (Gedicht, 1870)
- Julius Bab: Die Berliner Bohème (1875)
- Konrad Telmann: Bohémiens (1896)
- Hans Jæger: Fra Kristiania-Bohêmen (1885, deutsch: Christiania-Bohème, 1902)
- Oscar A. H. Schmitz: Das wilde Leben der Boheme. Tagebücher 1896–1906, Aufbau-Verlag, Berlin 2006, ISBN 3-351-03097-5.
- Margarete Beutler: Leb’ wohl, Bohème! (1911)
- Franziska zu Reventlow: Herrn Dames Aufzeichnungen oder Begebenheiten aus einem merkwürdigen Stadtteil (1913)
- Rudolf Smeykal: Lieder eines Bohémien (1914)
- Hermann Scharfenberg: Lieder der Bohême (um 1925)
- John Höxter: So lebten wir. 25 Jahre Berliner Boheme (1929)
- Friedrich Torberg stellt in Der Schüler Gerber (1930) Prof. Kupfer als selbsternannten Bohémien dar.
- Matt Ruff publizierte 1988 den Comic-Fantasyroman Fool on the Hill, in dem eine Studentenverbindung namens „Die Bohemier“ eine der Hauptrollen spielt

Musik
- Giacomo Puccinis Oper La Bohème (1896; Libretto: Luigi Illica, Giuseppe Giacosa) basiert auf Murgers Roman.
- Weniger bekannt ist Ruggero Leoncavallos Opernadaption desselben Romans (La Bohème, 1897).
- Oscar Pettiford komponierte ein Jazz-Stück Bohemia After Dark (1955), das von Cannonball Adderley häufig gespielt wurde.
- Charles Aznavour komponierte und sang 1965 ein Chanson La Bohème (Text: Jacques Plante).
- Queen nahm 1975 ein Lied mit dem Namen Bohemian Rhapsody auf; geschrieben wurde es von Freddie Mercury.
- Im Musical Rent (1993), das lose auf der Handlung von Murgers Roman basiert, gibt es einen Song mit dem Titel La vie Bohème.
- Von Phillip Boa stammt das Lied Bohemian Life (1993).
- Deep Forest: „Boheme“ 1995 mit den Songs „Boheme“ sowie „Bohemian Ballet“
- Von den Alternative-Rock-Band Dandy Warhols stammt das Lied Bohemian Like You (2000).
- Die Schweizer Rockband Die Aeronauten brachte im Jahr 2001 ein Album mit dem Titel „Bohème pas de Problème“ auf den Markt.
- Das Debütalbum der Hamburgerin Annett Louisan trägt den Titel Bohème (2004).
- Die polnische Rock-/Popband Wilki sang ein Lied namens Bohema (2004).
- Am 7. Februar 2005 erschien Let’s Bottle Bohemia, das zweite Album der Band The Thrills.
- Die Münchner Hip-Hop-Formation Main Concept brachte im Feature mit Denyo und Jan Delay auf dem 2005 erschienenen Album Equilibrium ein Lied mit dem Namen Bohème heraus.
- Auf dem 2008 veröffentlichten Album „Dreizehnbogen“ des Liedermachers Franz-Josef Degenhardt befindet sich der Titel Digitaler Bohemien.
- Marc-Uwe Kling veröffentlichte 2015 mit seiner Live-Band "Arbeitsgruppe Zukunft" auf dem Livealbum "Viel Schönes Dabei" das Lied für die Digitale Bohème.
- Im Film Tick, Tick… Boom!, der auf dem gleichnamigen Musical von Jonathan Larson basiert, gibt es ein Lied mit dem Titel Boho Days.

Film

Das Leben der Bohème ist ein französisch-finnischer Spielfilm von Aki Kaurismäki aus dem Jahr 1992, der im Paris des 20. Jahrhunderts spielt. Das Drehbuch schrieb Kaurismäki nach Henri Murgers Episoden-Roman Les scènes de la vie de bohème (1847–49). Sehr frei basiert auf Murgers Roman auch die erste Staffel der Fernsehserie Berlin Bohème (1999) sowie das Musical Rent (1996).
In Midnight in Paris (2011) hat Woody Allen „in einer Traumwelt die Anziehungskraft der Sehnsucht nach einem unbekümmerten und subversiven Zeitalter der Bohème ins Bild gesetzt.“
Baz Luhrmanns Spielfilm Moulin Rouge (2001) behandelt unter anderem mit der Figur des Dichters und Theaterregisseurs Toulouse-Loutrec , welcher sich selbst und seine Freunde als Bohemians beschreibt, die Bohème-Bewegung.